# Retzau
Retzau este o comună în Saxonia-Anhalt, Germania